# Degracias e Pombalinho
Degracias e Pombalinho (oficialmente: União das Freguesias de Degracias e Pombalinho), é uma freguesia portuguesa do município de Soure, com 39,47 km² de área e 1049 habitantes (censo de 2021). A sua densidade populacional é 26,6 hab./km².

## História
Foi criada aquando da reorganização administrativa de 2012/2013, resultando da agregação das antigas freguesias de Degracias e Pombalinho:
É uma das poucas freguesias portuguesas territorialmente descontínuas, situação decorrente da descontinuidade territorial que já se verificava na antiga freguesia de Pombalinho. O território da freguesia criada em 2013 divide-se em duas partes de extensão muito diferente: um núcleo principal (concentrando 99% do território da freguesia), onde se situa a totalidade do território da antiga freguesia de Degracias e a quase totalidade do da antiga freguesia de Pombalinho, e um muito pequeno exclave (lugar de Casas Novas, cerca de 1% da área da freguesia) a este, encaixado entre os concelhos de Penela (União das Freguesias de São Miguel, Santa Eufémia e Rabaçal), no distrito de Coimbra, e Ansião (freguesia de Alvorge), no distrito de Leiria.

Antigas freguesias que deram origem à União das Freguesias de Degracias e Pombalinho (Soure).

## Demografia
A população registada nos censos foi:
| Distribuição da População por Grupos Etários | Distribuição da População por Grupos Etários | Distribuição da População por Grupos Etários | Distribuição da População por Grupos Etários | Distribuição da População por Grupos Etários | Distribuição da População por Grupos Etários |
| -------------------------------------------- | -------------------------------------------- | -------------------------------------------- | -------------------------------------------- | -------------------------------------------- | -------------------------------------------- |
| Antes da agregação                           |                                              |                                              |                                              |                                              |                                              |
| Ano                                          | 0-14 anos                                    | 15-24 anos                                   | 25-64 anos                                   | >= 65 anos                                   | Total                                        |
| 2001                                         | 151                                          | 166                                          | 734                                          | 471                                          | 1522                                         |
| 2011                                         | 107                                          | 94                                           | 577                                          | 482                                          | 1260                                         |
| Após a agregação                             |                                              |                                              |                                              |                                              |                                              |
| Ano                                          | 0-14 anos                                    | 15-24 anos                                   | 25-64 anos                                   | >= 65 anos                                   | Total                                        |
| 2021                                         | 79                                           | 70                                           | 462                                          | 438                                          | 1049                                         |